# Diaphorocetus
Diaphorocetus es un género extinto de cetáceo perteneciente a la superfamilia Physeteroidea. La única especie clasificada dentro del género es Diaphorocetus poucheti , data del Mioceno y fue descubierto en Puerto Madryn, Argentina. Esta especie relacionada con el cachalote fue descrita en 1892; el nombre específico fue colocado en honor a Georges Pouchet, que entre otras cosas, trabajó en cetáceos.

## Taxonomía
Francisco Moreno describió el fósil en 1894 con el nombre Mesocetus poucheti , posteriormente, en 1894, Richard Lydekker propuso atribuir la especie al género Paracetus o Hypocetus ; finalmente Florentino Ameghino el mismo año le llama Diaphorocetus poucheti.
En 1898 Édouard Louis Trouessart asigna la especie Paracetus mediatlanticus descrita por Edward Drinker Cope al género Diaphorocetus. Posteriormente esta especie se reasigna al género Aulophyseter.